# 基思·默多克
基思·阿瑟·默多克爵士（英語：Sir Keith Arthur Murdoch，1885年8月12日—1952年10月4日）是一个澳大利亚记者，是鲁伯特·默多克的父亲。

## 简介

### 生活和事业
默多克1885年出生于墨尔本，是安妮（英文：Annie，娘家姓布朗）和帕特里克·约翰·默多克（英文：Patrick Murdoch）的儿子。后来上了坎伯威尔语言学校（英文：Camberwell Grammar School），他的特点是十分害羞及口吃。他决定不进入大学，尝试做新闻职业，所以朋友大卫·塞姆（英文：David Syme）和《世纪报》决定聘请他做马尔文（墨尔本的一个区）的区域记者。在未来的四年里，工作时间很长，他一直想创建自己位于墨尔本的报纸。于是他努力赚钱，希望能自己办一张报纸。1908年，他在伦敦接受了针对口吃治疗，就读伦敦政治经济学院，并试图当一名记者。1909年他在帕爾默爾公報工作。他回国之后，加强了和安德鲁·费希尔等政治家和家庭成员的关系。
1912年他在《Sydney Sun》任職記者，負責採訪政治人物，並於1915年升為總編輯。由於在1922年協助該報發行量增長50%，1928年他再成為總經理，並使該報成為澳洲最暢銷之報紙。自此其在報界聲譽日隆。
1931年他也開始自行投資辦報，收購了Daily Mail並協助其吞併其對手Courier。1935年成立澳洲聯合新聞社有限公司。由於擁有多個媒體公司，默多克也開始涉足政界，經常資助澳洲工黨之主要政敵。
1952年因心臟病發去世，享年67歲。其旗下生意亦由其子魯珀特·默多克繼承。

## 家庭

### 父母
- 父亲：帕特里克·默多克
- 母亲：安妮

### 妻子和儿女
- 妻子：伊丽莎白·格林（1928年结婚）

#### 儿女
- 海伦·默多克（已故）
- 鲁伯特·默多克
- 安娜·坎特
- 珍妮特·卡尔弗特-琼斯

### 亲属
- 孙女：伊丽莎白·默多克
- 孙子：拉克伦·默多克
- 孙子：詹姆斯·默多克
- 儿媳：邓文迪
- 孙女婿：马修·弗洛伊德
- 舅舅：沃尔特·默多克爵士